# Paranibea semiluctuosa
Paranibea semiluctuosa és una espècie de peix de la família dels esciènids i de l'ordre dels perciformes.

## Morfologia
- Els mascles poden assolir 40 cm de longitud total.[3][4]

## Hàbitat
És un peix marí, de clima tropical i demersal.

## Distribució geogràfica
Es troba des del Pakistan i l'Índia fins a la península de Malaca.

## Ús comercial
És venut fresc i en salaó als mercats locals.

## Observacions
És inofensiu per als humans.